# WWE-pay-per-viewevenementen 1989
De WWE-pay-per-viewevenementen in 1989 bestond uit professioneel worstelevenementen, die door de WWE werden georganiseerd in het kalenderjaar 1989.
In 1989 introduceerde de organisator, toen de World Wrestling Federation (WWF) genaamd, geen nieuwe evenementen.

## WWE-pay-per-viewevenementen in 1989
| Datum            | Evenement       | Locatie                        | Stad                         |
| ---------------- | --------------- | ------------------------------ | ---------------------------- |
| 15 januari 1989  | Royal Rumble    | Lakewood Church Central Campus | Houston (Texas)              |
| 2 april 1989     | WrestleMania V  | Trump Plaza                    | Atlantic City (New Jersey)   |
| 28 augustus 1989 | SummerSlam      | Meadowlands Arena              | East Rutherford (New Jersey) |
| 23 november 1989 | Survivor Series | Rosemont Horizon               | Rosemont (Illinois)          |